# Topkapı (Fatih)
 (mai 2025).
Si vous disposez d'ouvrages ou d'articles de référence ou si vous connaissez des sites web de qualité traitant du thème abordé ici, merci de compléter l'article en donnant les références utiles à sa vérifiabilité et en les liant à la section « Notes et références ».
Pour les articles homonymes, voir Topkapi.
Topkapı est l'un des 57 quartiers du district de Fatih sur la rive européenne d'Istanbul, en Turquie. En 2014, sa population s'élève à 11 332 habitants. Littéralement, Topkapı, signifie la « porte du canon » du turc top, « canon » et kapı, la « porte », le nom turc de la porte Saint-Romain des murailles de Constantinople.

## Transports
Le quartier est desservi par les stations Emniyet-Fatih et Topkapı-Ulubatlı de la ligne M1 du métro d'Istanbul.